# Волга Петро Андрійович
Петро́ Андрі́йович Во́лга (1930 — 1992, Радомишльського району Житомирської області) — український радянський діяч, ланковий механізованої ланки колгоспу імені Калініна Радомишльського району Житомирської області. Герой Соціалістичної Праці (8.12.1973). Депутат Верховної Ради УРСР 9—10-го скликань.

## Біографія
З 1947 року — їздовий колгоспу, тракторист.
У 1950—1953 роках — служба в Радянській армії.
У 1953—1970 роках — тракторист колгоспу імені Калініна села Вишевичі Радомишльського району Житомирської області.
З 1970 року — ланковий механізованої ланки колгоспу імені Калініна села Вишевичі Радомишльського району Житомирської області.
Освіта середня. Член КПРС з 1975 року.

## Нагороди
- Герой Соціалістичної Праці (8.12.1973)
- орден Леніна (8.12.1973)
- ордени
- медалі